# Kocsola, Tolna
Kocsola  este un sat în districtul Dombóvár, județul Tolna, Ungaria, având o populație de 1.348 de locuitori (2011). 

## Demografie
Componența etnică a satului Kocsola
     Maghiari (77,28%)
     Romi (15,96%)
     Germani (6,24%)
     Necunoscut (0,26%)
     Români (0,26%)
     Alții (0,26%)
Componența confesională a satului Kocsola
     Romano-catolici (70,92%)
     Reformați (4,08%)
     Fără religie (3,41%)
     Necunoscută (21,36%)
     Luterani (0,22%)
     Alte religii (0,59%)
Conform recensământului din 2011, satul Kocsola avea 1.348 de locuitori. Din punct de vedere etnic, majoritatea locuitorilor (77,28%) erau maghiari, existând și minorități de romi (15,96%) și germani (6,24%). Apartenența etnică nu este cunoscută în cazul a 0,26% din locuitori.  Din punct de vedere confesional, majoritatea locuitorilor (70,92%) erau romano-catolici, existând și minorități de reformați (4,08%) și persoane fără religie (3,41%). Pentru 21,36% din locuitori nu este cunoscută apartenența confesională.